# اچ‌ام‌اس بوفالو (۱۸۱۳)
اچ‌ام‌اس بوفالو (۱۸۱۳) (به انگلیسی: HMS Buffalo (1813)) یک کشتی بود که طول آن ۱۲۰ فوت (۳۷ متر) بود. این کشتی در سال ۱۸۱۳ ساخته شد.